# Sauber C20
La Sauber C20 è la vettura con cui la squadra svizzera ha partecipato al Mondiale di Formula 1 del 2001.

## La vettura
La nuova C20, doveva essere adattata ai nuovi regolamenti per la sicurezza delle monoposto. Infatti, come molte scuderie, vengono adottate delle fiancate più lunghe. Poi le linee della vettura erano più studiate rispetto alla vettura predecessore. L'alettone posteriore non era più supportato dalle bandelle che nel 2000 terminavano fino a metà delle fiancate, ma era sorretto solo dal tradizionale pezzo in carbonio dove, per altro, situava la luce posteriore. Il motore è sempre un Ferrari V10, precisamente un Ferrari 01A del 2000, rimarchiato Petronas.

## I piloti
Per la nuova stagione la formazione venne completamente cambiata: Mika Salo si trasferì alla Toyota, mentre Pedro Diniz non venne confermato dopo i deludenti risultati dell'anno prima.
Così la squadra ingaggiò il tedesco Nick Heidfeld, reduce da un anno difficile alla Prost, mentre al suo fianco era inizialmente stato ipotizzato il brasiliano Enrique Bernoldi, già impiegato come tester l'anno prima e sostenuto dalla Red Bull, main sponsor del team; in seguito venne però preferito il debuttante finlandese Kimi Räikkönen, autore di ottime prestazioni nelle serie minori e che nei test invernali aveva sorpreso lo stesso Peter Sauber; tuttavia, poiché il pilota di Espoo poteva vantare un'esperienza di appena 23 gare in Formula Renault, la FIA gli rilasciò provvisoriamente una Superlicenza da F1 valida solo per le prime 4 gare della stagione 2001, che tuttavia in seguito alle sue ottime prove in gara diventò definitiva.

## La stagione
La Sauber, pur non partendo come una delle favorite, dimostrò di aver fatto dei grandi progressi rispetto al 2000. Infatti, già alla prima gara in Australia Heifeld e Raikkonen si piazzarono 4° e 6°, e a Interlagos il tedesco chiuse perfino 3°, centrando il suo primo podio in carriera, nonché il primo per il team svizzero dal Gran Premio del Belgio 1998; nel corso della stagione i due piloti andarono a punti in tutto in ben 9 gare e la Sauber chiuse così al 4º posto nel campionato costruttori, migliore posizione mai raggiunta dalla scuderia nella sua storia, con un bottino di 21 punti, il migliore fino a quel momento.

## Per il 2002
Dopo gli ottimi risultati nel 2001, la Sauber intendeva riconfermare entrambi i piloti, ma Kimi Räikkönen accettò l'offerta della McLaren che lo ingaggiò per sostituire il suo connazionale e bicampione del Mondo Mika Häkkinen. Il team iniziò quindi le trattative con Felipe Massa per affiancare Nick Heidfeld.

## Tabella riassuntiva
| Anno | Team                     | Motore               | Gomme | Piloti    |   |     |     |     |   |   |     |     |     |   |   |     |   |     |    |     |     | Punti | Pos. |
| ---- | ------------------------ | -------------------- | ----- | --------- | - | --- | --- | --- | - | - | --- | --- | --- | - | - | --- | - | --- | -- | --- | --- | ----- | ---- |
| 2001 | Red Bull Sauber Petronas | Petronas 01A 3.0 V10 | B     | Heidfeld  | 4 | Rit | 3   | 7   | 6 | 9 | Rit | Rit | Rit | 6 | 6 | Rit | 6 | Rit | 11 | 6   | 9   | 21    | 4º   |
| 2001 | Red Bull Sauber Petronas | Petronas 01A 3.0 V10 | B     | Räikkönen | 6 | Rit | Rit | Rit | 8 | 4 | 10  | 4   | 10  | 7 | 5 | Rit | 7 | NP  | 7  | Rit | Rit | 21    | 4º   |

| Legenda | 1º posto     | 2º posto | 3º posto    | A punti         | Senza punti/Non class.  | Grassetto – Pole position Corsivo – Giro più veloce |
| Legenda | Squalificato | Ritirato | Non partito | Non qualificato | Solo prove/Terzo pilota | Grassetto – Pole position Corsivo – Giro più veloce |